# Lolly
Pour les articles ayant des titres homophones, voir Lolli.
Singles de Maejor Ali
Lights Down Low
(2013) Me And My Team
(2014)
Singles par Juicy J
Clappers
(2013) Keep Calm
(2013)
Singles par Justin Bieber
thatPower
(2013) Heartbreaker
(2013)
Lolly est une chanson enregistrée par l'artiste et producteur américain Maejor Ali (également connu sous le nom Bei Maejor). La chanson, sortie en tant que single le 17 septembre 2013, associe les voix du rappeur américain Juicy J et du chanteur canadien Justin Bieber. La chanson est classée à la dix-neuvième position au US Billboard 100. Le single réussit également à atteindre les classements musicaux des communautés flamande et wallonne, en Belgique.

## Clip vidéo
Le clip, réalisé par Matt Alonzo, met en avant Maejor Ali en train de danser sous les feux des projecteurs dans un studio, accompagné de danseurs. Justin Bieber et Juicy J sont également présentés dans la vidéo.

## Liste des pistes
1. Lolly (Edited) – 3:45
2. Lolly (Explicit) – 3:45
3. Lolly (featuring Mike Legend) (Remix) – 3:45

## Classement hebdomadaire
| Classement (2013)                       | Meilleure position |
| --------------------------------------- | ------------------ |
| Australie (ARIA)                        | 118                |
| Belgique (Flandre Ultratop 50 Singles)  | 1                  |
| Belgique (Wallonie Ultratop 50 Singles) | 1                  |
| Danemark (Tracklisten)                  | 100                |
| France (SNEP)                           | 110                |
| Pays-Bas (Nederlandse Top 40)           | 99                 |
| Suède (Sverigetopplistan)               | 100                |
| Royaume-Uni (UK Singles Chart)          | 99                 |